# Miyazu
Miyazu (宮津市 -shi) é uma cidade japonesa localizada na província de Quioto.
Em 2003 a cidade tinha uma população estimada em 22 546 habitantes e uma densidade populacional de 133,16 h/km². Tem uma área total de 169,31 km².
Recebeu o estatuto de cidade a 1 de Junho de 1954.